# Verweisung (Recht)

Verweisung eines zivilrechtlichen Rechtsstreits wegen örtlicher Unzuständigkeit

Die Verweisung ist im Prozessrecht (auch: Verfahrensrecht) die Übergabe eines Rechtsstreits an ein anderes Gericht.

## Allgemeines

### Verweisung innerhalb desselben Rechtswegs
Innerhalb einer Gerichtsbarkeit werden Rechtsstreitigkeiten an das örtlich oder sachlich zuständige Gericht verwiesen, wenn sich herausstellt, dass die Klage bei einem insoweit unzuständigen Gericht erhoben worden ist. Die entsprechenden Regelungen finden sich in den jeweiligen Prozessordnungen (§ 281 ZPO, § 48 Abs. 1 ArbGG, § 83 VwGO, § 98 SGG, § 70 FGO).

Verweisung eines Rechtsstreits innerhalb desselben Gerichts an die zuständige Kammer für Handelssachen

Auch zwischen den Zivilkammern und Kammern für Handelssachen eines Landgerichts finden Verweisungen statt (§ 97, § 98 GVG).

### Verweisung an einen anderen Rechtsweg
Daneben besteht nach § 17a GVG die Möglichkeit der Verweisung an einen anderen zuständigen Rechtsweg, wenn der von dem Kläger gewählte für das Verfahren nicht zuständig ist. Die Verweisung ergeht als Beschluss, je nach der jeweiligen Regelung entweder auf Antrag oder von Amts wegen, und ist für das Gericht, an das verwiesen wurde, hinsichtlich des Rechtsweges bindend. Das gilt auch für fehlerhafte Verweisungen. Dadurch soll verhindert werden, dass Prozesse durch vielfache Verweisungen verzögert werden. Ausnahmsweise ist eine Durchbrechung der Rechtskraft möglich, wenn sich der Verweisungsbeschluss als objektiv willkürlich darstellt.

### Abgrenzung zur Abgabe des Verfahrens
Von der Verweisung wird die Abgabe unterschieden, welche in bestimmten Fällen als weniger förmliche Art der Übergabe an ein anderes Gericht oder einen anderen Spruchkörper vorgesehen ist, etwa die Abgabe zwischen gleichartigen Spruchkörpern desselben Gerichts aus Gründen der Geschäftsverteilung, die Abgabe nach § 23b Abs. 2 Satz 2 GVG oder die Abgabe im Mahnverfahren nach § 696 Abs. 1 ZPO.

## Zivilprozess
Ist die Klage bei einem sachlich oder örtlich unzuständigen Gericht erhoben worden und ist die Zuständigkeit des angerufenen Gerichts auch nicht dadurch begründet worden, dass der Beklagte gemäß § 39 ZPO zur Hauptsache mündlich verhandelt hat, ohne die fehlende Zuständigkeit zu rügen, so hat sich das angerufene Gericht auf Antrag des Klägers für unzuständig zu erklären und den Rechtsstreit an das zuständige Gericht zu verweisen (§ 281 ZPO). Unter mehreren zuständigen Gerichten hat der Kläger die Wahl.
Der Verweisungsbeschluss ist nicht anfechtbar und für das Gericht, an welches verwiesen wird, bindend. Die Bindungswirkung entfällt nach der Rechtsprechung entgegen dem Gesetzeswortlaut ausnahmsweise, wenn die Verweisung willkürlich erfolgte.
In Verfahren vor dem Amtsgericht hat das Gericht auf Antrag einer Partei den Rechtsstreit an das zuständige Landgericht zu verweisen, wenn durch eine Klageerweiterung oder eine Widerklage ein Anspruch erhoben wird, für den das Landgericht sachlich zuständig ist (§ 506 ZPO).

## Verwaltungsprozess
Im Verwaltungsprozess liegen die Gründe, wie im Zivilprozess, vor allem im Bereich der sachlichen oder örtlichen Zuständigkeit des Gerichts begründet.
Wird im sozialgerichtlichen Verfahren (einer besonderen Verwaltungsgerichtsbarkeit) die Klage beispielsweise bei einem örtlich nicht zuständigen Sozialgericht erhoben, so spricht dieses seine fehlende Zuständigkeit durch Beschluss aus und verweist gemäß  § 98 SGG, § 17a GVG an das sachlich und örtlich zuständige Sozialgericht. Die Klagefrist von einem Monat nach der Bekanntgabe des angefochtenen Verwaltungsakts (§ 87 SGG) bleibt dabei gewahrt, denn die Rechtshängigkeit (§ 94 SGG, § 17b GVG) wird durch die Verweisung nicht berührt.

## Strafprozess
Auch im Strafverfahren kann es zur Verweisung der Sache kommen. So etwa, wenn sich  nach Beginn der Hauptverhandlung herausstellt, dass die Zuständigkeit des Gerichts nicht für einen rechtmäßigen Abschluss eines Verfahrens ausreichend sein könnte, da zum Beispiel eine höhere Strafe droht, als das erkennende Gericht sie verhängen könnte. In diesem Fall kann die Strafsache nach § 270 StPO an das insoweit zuständige Gericht verwiesen werden. Auch wenn sich Verdachtsmomente auf Straftaten ergeben, die für den aktuellen Fall relevant sind, aber nur vor einem höheren Gericht verhandelt werden können (etwa Staatsschutzdelikte, für die das Oberlandesgericht zuständig wäre; siehe § 120 GVG), ist eine Verweisung auszusprechen. Falls bei einem Angeklagten Gründe vorliegen, die möglicherweise aufgrund andauernder Gefahr für die Allgemeinheit eine Maßregel der Besserung und Sicherung, z. B. eine Einweisung in ein psychiatrisches Krankenhaus oder die Verhängung der Sicherungsverwahrung nötig machen, die Strafsache jedoch nicht vor dem Landgericht, das dafür erstinstanzlich zuständig wäre, eröffnet worden war, ist ebenfalls eine Verweisung notwendig.
In anderer Form erfolgt die Abgabe an ein höheres Gericht, wenn diese vor Beginn der Hauptverhandlung stattfinden soll. Dann legt das Gericht die Akten dem höheren Gericht vor und dieses entscheidet darüber, ob es die Sache übernimmt (§ 209 Abs. 2, § 225a Abs. 1 StPO).
Auch eine Verweisung an ein niedrigeres Gericht ist  möglich. Bei einer Verweisung an ein niedrigeres Gericht kann nach § 210 Abs. 2 StPO durch die Staatsanwaltschaft sofortige Beschwerde eingelegt werden.
Gegen eine Verweisung sind für den Angeklagten nach §§ 270 Abs. 3, 210 Abs. 1 StPO keine Rechtsmittel möglich. Eine Ausnahme stellt die Verweisung eines Oberlandesgerichtes an ein niedrigeres Gericht dar, wenn das Oberlandesgericht im ersten Rechtszug zuständig ist (§ 304 Abs. 4 Nr. 3 StPO).